# Parco regionale delle Valli del Cedra e del Parma
Il parco regionale delle Valli del Cedra e del Parma, noto anche come parco dei Cento Laghi, è un'area naturale protetta che si trova nell'alto Appennino parmense. Compreso nei comuni di Corniglio, Monchio delle Corti, Tizzano Val Parma e Neviano degli Arduini tutela l'alta valle del Cedra, l'alta Val Bratica e alcune aree dell'alta Val Parma.

## Storia

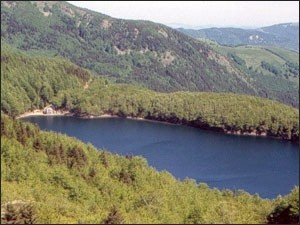
Il Lago Santo parmense.

Il parco è stato istituito nel 1995 con la legge regionale n.46/1995 e con la denominazione Parco Regionale di Crinale Alta Val Parma e Cedra, allo scopo di rispondere alla Legge quadro sulle Aree Protette (L. n. 394/91) e alla legge: Disciplina dei Parchi Regionali e delle Riserve Naturali (L. R. n. 11/88).
Con l'istituzione, nel 2001, del Parco nazionale dell'Appennino Tosco-Emiliano, che comprende aree nel comune di Corniglio che erano già all'interno del Parco dei Cento Laghi, vi è una trasformazione dei confini. La regione Emilia-Romagna emana una legge di riordino dei confini (legge regionale n.7/2004 Disposizioni in materia ambientale, modifiche ed integrazioni a leggi regionali, articolo 49) e cambia la denominazione in: Parco Regionale delle Valli del Cedra e del Parma.
Nel 2019 una parte del territorio del Comune di Neviano degli Arduini (PR), tra cui il Parco del Monte Fuso, viene annesso al Parco dei Cento Laghi con la legge regionale n.13/2019, art. 10 che modifica la L.R. n. 46/1995.

## Fauna
Il territorio è importante per l'aquila reale, la cui presenza ormai risulta stabile nel Parco. Tra i rapaci sono sicuramente nidificanti falco pecchiaiolo, astore, sparviero, poiana, gheppio, lodolaio e falco pellegrino. Di grande interesse è anche la presenza del lupo, che ormai da alcuni anni sta ricolonizzando tutto l'Appennino.
Sono presenti in gran numero caprioli e cinghiali.
Tra la fauna minore si trovano toporagni, arvicole (tra le quali l'arvicola delle nevi), moscardino e ghiro. Comuni sono anche volpe, tasso (che predilige le situazioni dove i prati si alternano ai boschi) donnola, faina e puzzola.
Tra i pesci la trota fario è ormai diffusamente presente nei torrenti e nei laghi del parco insieme a tritone crestato, salamandra pezzata, rospo comune, rana temporaria e rana agile.

## Flora
Il territorio del parco comprende foreste di abeti, faggeti e secolari castagneti.
Molto numerose sono le varietà di fiori, tra cui spicca per importanza e rarità la primula appenninica (Primula apennina), presente solo in questa zona, e la Globularia incanescens, endemica delle Alpi Apuane.
Sui freschi versanti esposti a nord nei boschi misti, di origine naturale, prevalgono cerro e carpino nero, affiancati da acero campestre, orniello e sorbi; sporadica è la roverella, una quercia tipica dei versanti assolati.
Nel sottobosco sono frequenti maggiociondolo, nocciolo, biancospino, prugnolo e tra le erbacee abbondano le precoci fioriture di primule, ellebori, anemoni, polmonarie e viole; in estate risaltano le infiorescenze di orchidee e campanule.

## Laghi
- Lago Santo parmense
- Lago Ballano
- Lago Verde
- Lago Squincio